# Qutbisme
 (décembre 2011).
Si vous disposez d'ouvrages ou d'articles de référence ou si vous connaissez des sites web de qualité traitant du thème abordé ici, merci de compléter l'article en donnant les références utiles à sa vérifiabilité et en les liant à la section « Notes et références ».
Le qutbisme (aussi appelé qotbisme, kotebism, qutbiyya ou qutbiyyah) est une branche de l'idéologie islamiste sunnite, qui s'appuie sur la pensée et les écrits de Sayyid Qutb, idéologue et ancien leader des Frères musulmans, exécuté en 1966, promoteur de l'idéologie du djihadisme : propager le « jihad offensif », ou « djihad de conquête », djihad armé dans l'avancée de l'islam.
La notoriété du qutbisme doit beaucoup à la forte influence récente des extrémistes djihadistes du genre de Oussama ben Laden. Citer Sayyid Qutb suffirait pour se considérer et être considéré comme un de ses disciples actifs.
Les qutbistes ou qutbiyyun (pluriel de qutbee / qutbi) sont des adeptes de ces idées, mais ils ne s'appliquent pas cette appellation, réservée à l'usage de leurs adversaires.

## Les principes
- La communauté musulmane, en dehors d'une avant-garde qui combat pour la rétablir, a disparu depuis des siècles, et doit être reconquise pour l'islam ;
- L'adhésion à la charia comme loi sacrée accessible aux humains, indispensable à l'islam ;
- L'adhésion à la charia comme mode de vie complet, qui apporte justice, liberté totale, paix, sérénité personnelle, découverte scientifique, et bien d'autres avantages ;
- L'évitement du mal et de la corruption des occidentaux et non-islamiques, socialisme et nationalisme compris ;
- La vigilance contre les complots occidentaux et juifs contre l'Islam ;
- L'attaque double : la prédication pour convertir, et le jihad pour éliminer par la force les « structures » de Jahiliyya, non seulement de la patrie islamique, mais de la planète ;

Certains, comme Dale C. Eikmeier, planificateur stratégique au Collège U. S. Army War, donne une définition plus large du Qutbisme : « une fusion des orientations islamiques puritaines et intolérantes », qui inclut les idées de Qutb, d'Abul Ala Maududi, d'Hassan al Banna et même des éléments chiites,
Le qutbisme justifie l'emploi de la violence et du terrorisme contre les non-musulmans et les apostats, dans un effort pour amener le règne de Dieu. D'autres, Ayman Al-Zawahiri, Abdullah Azzam, Oussama ben Laden mettent en pratique ces principes et créent des organisations terroristes orientées selon un plan d'action mondial.

## Takfir
L'aspect le plus controversé du qutbisme est que l'islam est « éteint » (extinct), au sens de tombé en désuétude, abandonné, évanoui, effacé, qui a cessé d'exister, considéré comme mort ou disparu : ceux qui se prétendent musulmans ne le sont pas, à l'exception d'une minorité d'avant-garde. Cette provocation vise au réarmement spirituel. Cela met des non-qutbistes en état de violation de la charia, fermement défendue par le Qutbisme, et donc en état d'apostasie en islam, crime punissable de mort.
En raison de telles graves conséquences, les musulmans sont traditionnellement réticents à la pratique du takfîr, de dénoncer les musulmans comme incroyants. La perspective de fitna, ou de conflits internes, entre Qutbistes et majorité musulmane traditionnelle, a été la raison du procès intenté à Sayyid Qutb et de sa condamnation à mort.
La jahiliyya vise (tous) les gouvernements musulmans, ou est seulement à prendre dans un sens allégorique. Dans les années 1980-1990, le qutbisme est à l'origine d'une forme de djihad violent en Égypte, visant le président égyptien Anouar el-Sadate, le chef du contre-terrorisme de la police le Major général Raouf Khayrat, le président du Parlement Rifaat el-Mahgoub, des dizaines de touristes européens et des passants égyptiens, et plus de cent policiers égyptiens. Certes, d'autres facteurs, comme la stagnation économique, et la révolte contre la politique de réconciliation avec l'état d'Israël du président Sadate ont joué un rôle important.